# AMX AuF1
L'AMX AuF1, també conegut com a GCT 155mm, és una peça d'artilleria autopropulsada d'origen francès. El disseny va començar l'any 1969 a partir del xassís del tanc AMX-30 i va entrar en servei a l'exèrcit francès l'any 1979. Va substituir l'obsolet Mk F3 155mm, fabricat amb bucs del tanc lleuger AMX-13, que necessitava un altre vehicle per transportar la munició i tenia un sostre descobert que deixava desprotegida la tripulació.
L'AuF1 està equipat amb un canó de 155 mm i 39 calibres, un motor Hispano-Suiza de 720 CV i un blindatge d'acer d'entre 30 i 79 mm. La bona combinació dels elements va fer que fos àmpliament utilitzat en conflictes armats i missions de pau. En total se'n van fabricar més de 400 unitats, tenint una bona recepció en el mercat internacional. El 2011, França tenia 253 models en servei, i n'havia venut 51 a l'Aràbia Saudita, 85 a l'Iraq i 18 a Kuwait.
Actualment, els AMX AuF1 de l'exèrcit francès estan sent retirats i substituïts pels obusos autopropulsats CAESAR. Els nous models, muntats sobre camions, són molt més barats d'operar i es preveu que el 2019 ja no s'usaran els AuF1.

## Disseny i producció
A finals de la dècada dels 50 va aparèixer la idea que els diferents estats europeus podrien fer servir un únic model de tanc. Alemanya, França i Itàlia van decidir unificar les seves necessitats i dissenyar un model de 30 tones, que gràcies a l'economia d'escala seria més assequible. Aviat van aparèixer discrepàncies i el 1957 el desenvolupament va continuar per separat, originant els tancs Leopard 1 i AMX-30. A França els primers prototips es van entregar l'any 1960, amb la denominació de la fàbrica de producció i el pes, i entrarien en servei l'any 1963.
El 1969, l'exèrcit francès va estipular els requeriments d'un nou obús autopropulsat fent servir el xassís de l'AMX-30. Aquests vehicles substituirien els Mk F3 155mm basats en el xassís del tanc lleuger AMX-13, que no oferien cap protecció a la tripulació i que necessitaven un segon vehicle per dos artillers i la munició.
El primer prototip es va completar el 1972 i es va presentar públicament un any més tard. Aquest giny es va denominar inicialment 155 mm GTC (Grande Cadence de Tir) i va entrar en servei a l'exèrcit francès l'any 1979 amb la denominació oficial de 155 mm AU F1. Els canvis respecte l'AMX-30 consistien bàsicament en la incorporació de la gran torreta amb l'obús i el sistema automàtic de càrrega. El buc es mantenia gairebé igual a l'original, tot i ser 2.000 kg més lleuger a causa de l'eliminació dels prestatges de munició del frontal. A més a més, s'hi va instal·lar un sistema elèctric per proporcionar corrent a un sistema d'aire condicionat per la torreta.
En total se'n van fabricar més de 400 unitats, tenint una bona recepció en el mercat internacional. Entre 1983 i 1985, en plena Guerra Iran-Iraq, 85 models van ser subministrats a l'Iraq. Just després de la Primera Guerra del Golf, Kuwait n'adquiriria 18 unitats. Posteriorment l'Aràbia Saudita en compraria 51. La mateixa torreta de l'AuF1 va ser muntada en xassís de tanc T-72 i es van presentar a l'Índia i Egipte, que desestimarien l'oferta.

## Característiques
La mobilitat de l'AMX AuF1 es basa en el mateix motor que l'AMX-30, un model policarburant Hispano-Suiza HS 110 de 12 cilindres i 720 CV de potència a 2.000 rpm. Aquest motor proporciona cinc velocitats en ambdós sentits de marxa, és capaç de superar obstacles verticals de 0,9 m, trinxeres de 2 m, pendents longitudinals del 60% i transversals del 30%.
La torreta és capaç de girar 360° i està construïda amb acer soldat, que protegeix el comandant, l'artiller i el carregador. L'armament és un obús de 155 mm i 8,25 m de longitud, que dispara a una velocitat inicial de 810 m/s, amb tancament de cunya vertical i sistema de recàrrega automàtica. Quan el vehicle està en moviment tarda 2 minuts en aturar-se i disparar, i es triga un sol minut a reprendre la marxa. La cadència de tir del sistema automàtic és de 8 projectils per minut, reduint-se a 2 o 3 quan la càrrega és manual. A més a més de disparar individualment, hi ha la possibilitat de disparar una salva de 6 projectils, que amb el carregador automàtic es realitza en 45 segons.
En total, l'AMX AuF1 transporta 42 projectils a la part posterior de la torre, col·locats en 7 cintes de 6 bombes. També es poden transportar 40 càrregues addicionals al compartiment sota el vehicle. La munició que es pot fer servir és M107 amb un abast de 18 km, HE 55/59 amb un abast de 23 km m i base bleed HE amb un abast augmentat fins als 29 km. També pot usar projectils de fum i d'il·luminació. La càrrega de municions es fa a través de dues escotilles al darrere de la torre, en un procés que dura 20 minuts.

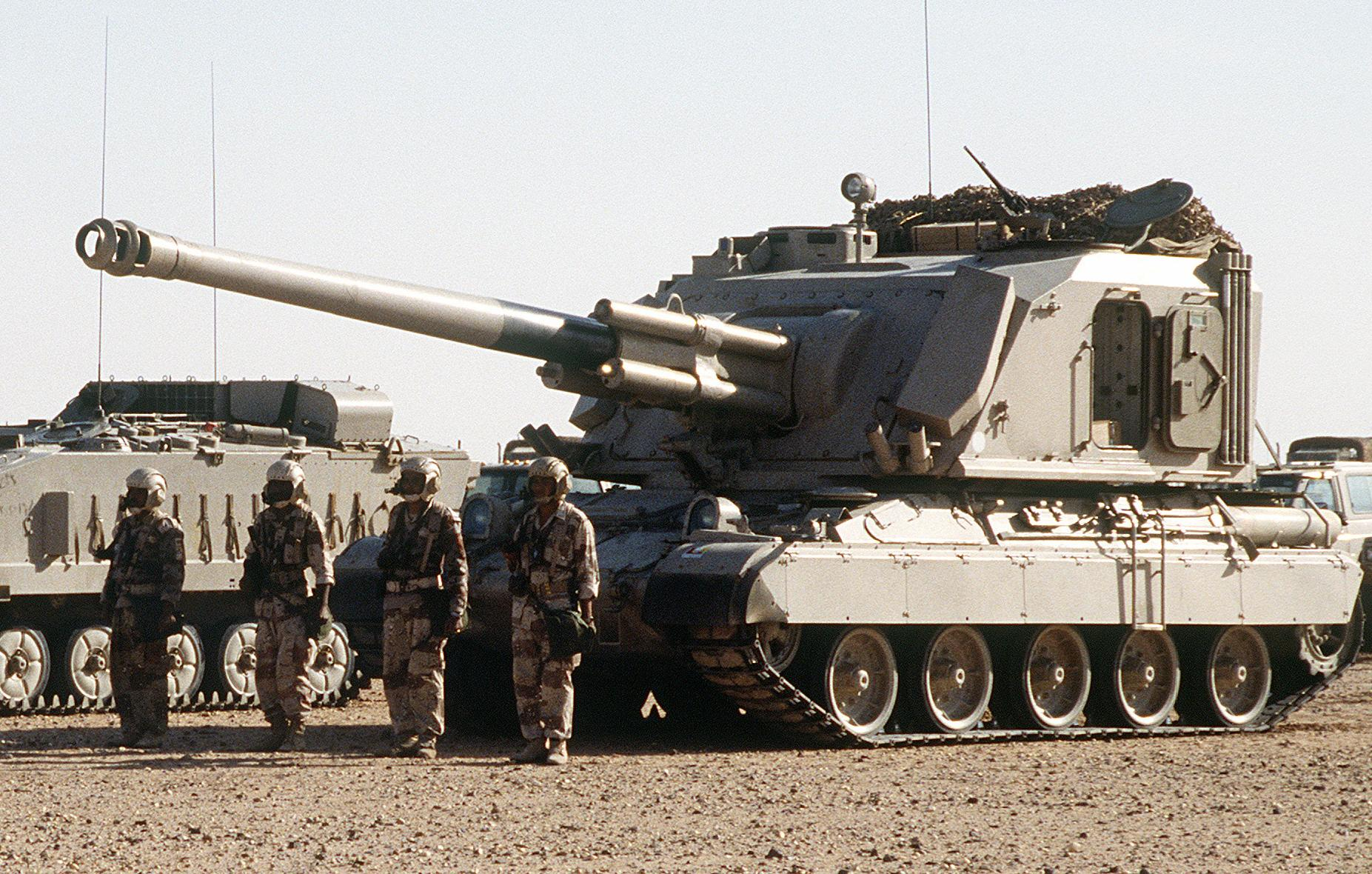
Un AMX AuF1, amb un AMX-10P al costat, de la 20ena Brigada Blindada de l'Exèrcit Reial Saudita durant l'Operació Tempesta del Desert.

Per dirigir el tir, el model original disposava d'un goniòmetre i un indicador d'azimut. Posteriorment s'hi va afegir un navegador inercial, que cada vegada que el vehicle s'atura introdueix de manera automàtica les coordenades de la peça i la direcció del canó.
L'armament secundari és una metralladora antiaèria de 7,62 mm o 12,7 mm situada sobre el compartiment del carregador, a la part esquerra del sostre. A més a més, a cada un dels extrems de la part frontal de la torre hi ha una bateria doble de llançadors de fum.
A la dècada dels 80 l'obús es va considerar insuficient, especialment a causa del seu reduït abast. L'empresa GIAT va incorporar un nou canó de 52 calibres de llargada, que arribava fins als 42 km fent servir munició assistida per coet. A més a més, un nou sistema de recàrrega permetia una cadència de 10 trets per minut. Aquest nou model es va denominar AuF2 i es va muntar sobre el xassís del tanc AMX-30B2 amb un motor Renault Mack E9, més fiable. També es va introduir una millora pel mercat internacional l'any 1992 amb un sistema de recàrrega modernitzat i un sistema elèctric auxiliar Microturbo Gévaudan de 12 kW. Finalment, també es va desenvolupar un model denominat AuF1TM que afegia el control de tir Atlas, i que només el va provar el 40è Regiment d'Artilleria a Suippes.

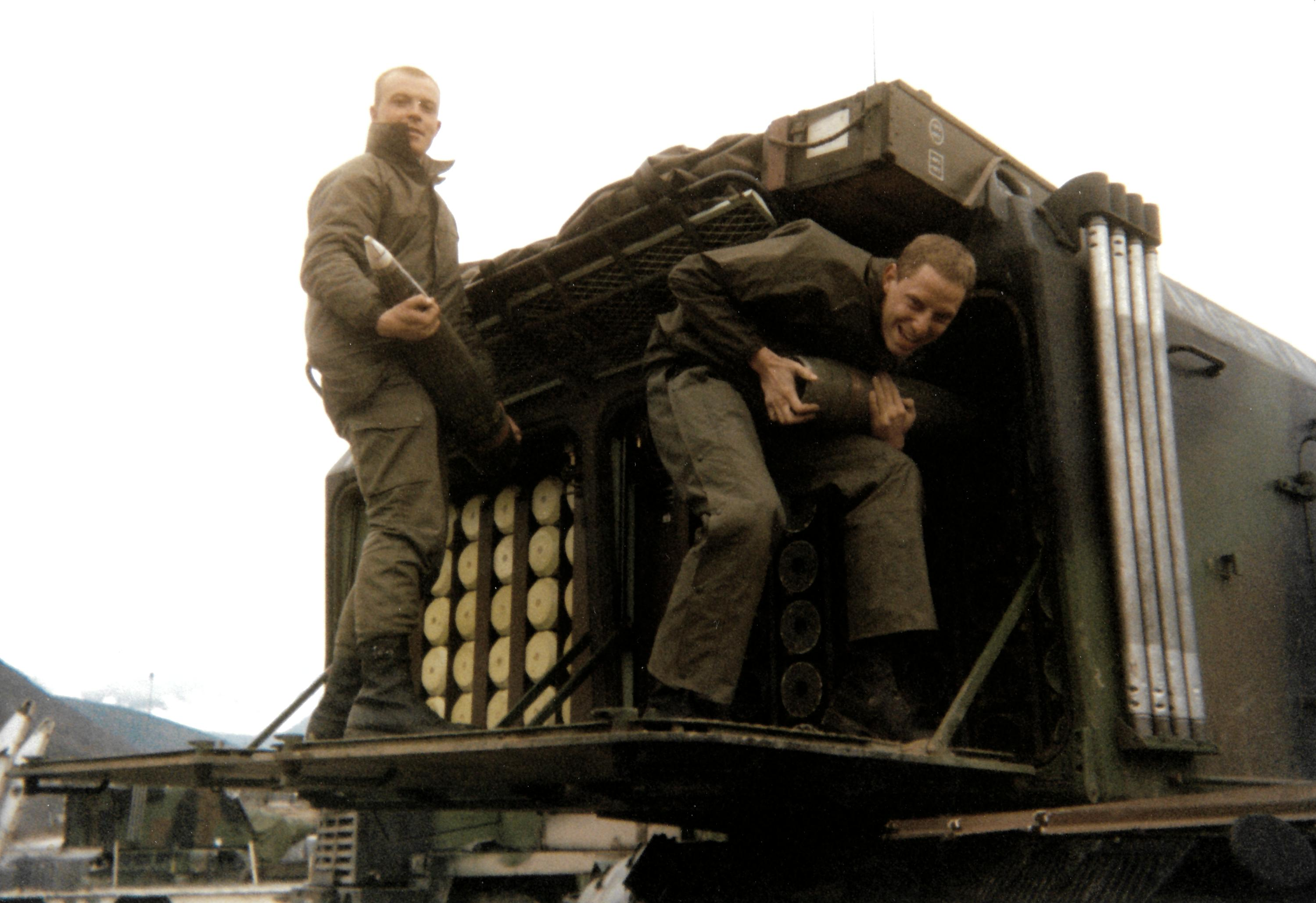
Soldats francesos carregant els projectils d'un AMX AuF1 durant missió de les Nacions Unides a Bòsnia i Hercegovina.

## Servei
Els models venuts a l'Iraq van ser els primers a entrar en combat durant la Guerra Iran-Iraq el 1980. Van continuar en servei a l'exèrcit iraquià fins que Saddam Hussein va decidir envair Kuwait l'any 1990. Durant l'Operació Tempesta del Desert la majoria van ser destruïts i els restants ja no van entrar en combat durant la Invasió de l'Iraq de 2003.
Els AMX AuF1 saudites també van entrar en combat durant l'Operació Tempesta del Desert al bàndol contrari. A finals del gener del 1991, la 5ena Divisió Mecanitzada iraquiana va capturar la ciutat fronterera de Khafji. La 20ena Brigada Blindada saudita, equipada amb obusos AMX AuF1, va recuperar la ciutat després de durs enfrontaments amb el suport estatunidenc i de Qatar. Els vehicles de Kuwait van ser adquirits després de la guerra i no van entrar en combat.
En servei de l'exèrcit francès 8 unitats van ser desplegades per primer cop a Bòsnia i Hercegovina amb l'IFOR. A l'altiplà Igman, l'any 1995, van participar en la campanya de bombardeig contra posicions sèrbies i bosnianes que amenaçaven les àrees controlades per les Nacions Unides, denominada Operació Força Deliberada. Aquests vehicles, del 1er Regiment d'Artilleria de Marina, van disparar 347 projectils i van ser decisius per aturar els exèrcits serbobosnians.

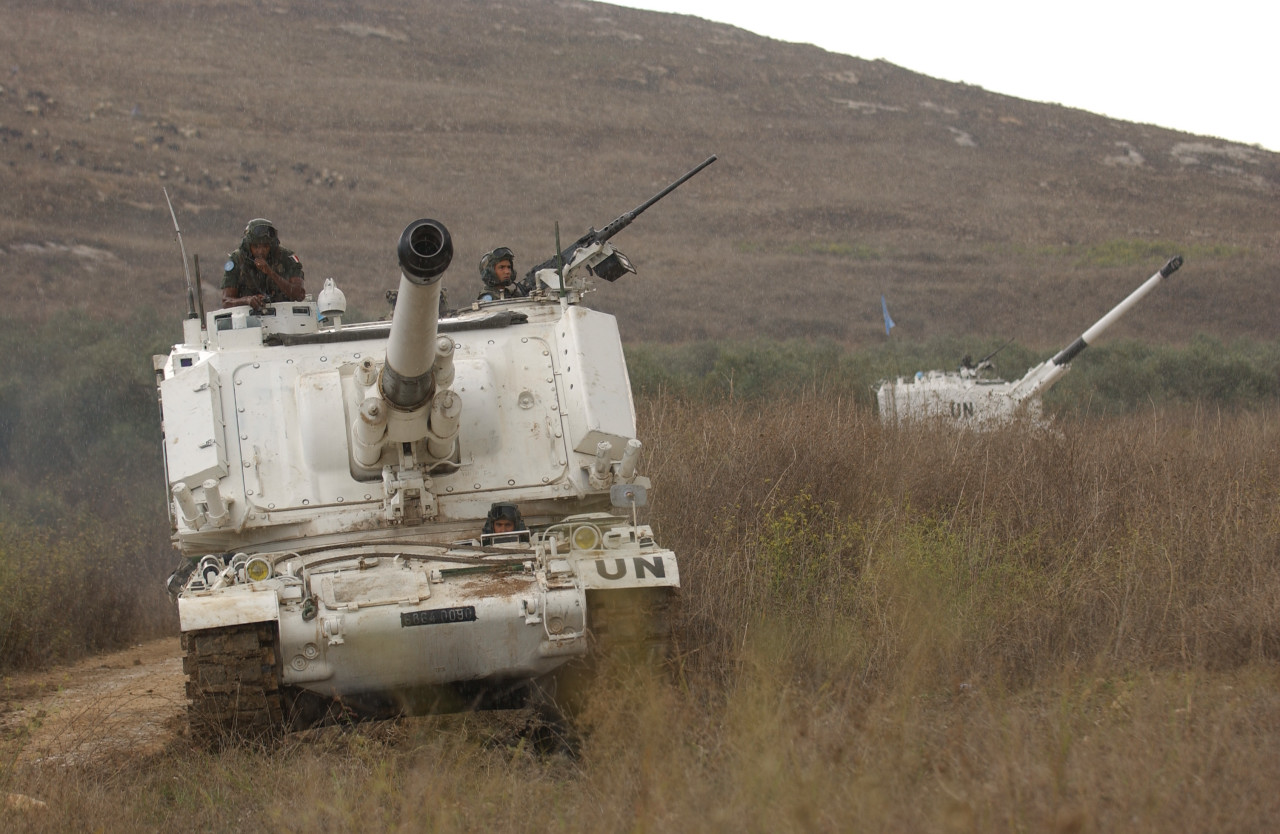
Un parell d'AMX AuF1 de l'UNIFIL desplegats al Líban.

L'any 2008, les forces armades franceses van tenir un paper important a la missió de pau Baliste de les Nacions Unides, a la frontera Líban-Israel. Després de la Guerra del Líban del 2006 vora 2.000 soldats francesos, amb el suport d'obusos AMX AuF1, van ser desplegats per mantenir la pau.